# Colomastix halichonodriae
Colomastix halichonodriae är en kräftdjursart som beskrevs av Edward Lloyd Bousfield 1973. Colomastix halichonodriae ingår i släktet Colomastix och familjen Colomastigidae. Inga underarter finns listade i Catalogue of Life.